# Dirk II van Brederode
Dirk van Brederode (± 1256 Santpoort - 16 december 1318 te Reims, overleden op de terugweg uit Palestina), bijgenaamd De Goede, was heer van Brederode (1285), baljuw van Kennemerland (1288) en ridder (1290). Hij ligt begraven in de Dominicanenkerk te Reims. Hij was een zoon van Willem I van Brederode en Hildegonde van Voorne.

## Levensloop
Dirk werd voor het eerst vermeld in een oorkonde als 'ridder Dirk' in oktober 1268, hij was getuige en mede-zegelaar van Floris V van Holland in Brugge. Hij nam in 1272 deel aan zijn eerste veldtocht tegen de West-Friezen. Deze tocht verliep slecht en werd beëindigd met een veldslag bij Heilo op 20 augustus 1272. In 1282 volgde de tweede Friese veldtocht van Dirk II. Hierbij werd het stoffelijk overschot van Willem II van Holland, de vader van Floris V, teruggevonden in Hoogwoud, waarna deze veldtocht succesvol werd afgesloten.
Hij nam weer deel aan zijn derde veroveringstocht van West-Friesland in 1287 onder leiding van Floris V van Holland door middel van een vloot invasieschepen. Hierbij speelde hij een grotere rol en droeg hij de titel 'Admiraal van Holland'. Door een hevige storm, gevolgd door een vloed in december 1287, werden grote delen van West-Friesland overstroomd. Mede door een list wisten Dirk en zijn mannen met hun schepen de opstandige Friezen te onderwerpen. In hetzelfde jaar trok hij voor Floris V met een leger naar Utrecht om de heren van Amstel en van Woerden gevangen te nemen.
In april 1304 maakte Dirk II deel uit van de ridders die zich succesvol tegen de indringende Vlamingen verzetten. In augustus 1315 maakte hij deel uit van een veldtocht in Vlaanderen. Na een bedevaart werd Dirk II door een ziekte getroffen en hij stierf op de terugweg naar huis in Reims op 16 december 1318.

### Kasteel Brederode
In de tweede helft van de 13e eeuw stichtte zijn vader Kasteel Brederode bij Santpoort-Zuid door de bouw van een woontoren. Dirk liet de toren rond 1300 afbreken en een vierkant kasteel bouwen, wat in die tijd in Holland een ongebruikelijke bouwstijl was. Aleid van Holland en Avesnes liet enige decennia eerder bij Schiedam een vierkant kasteel bouwen naar Frans voorbeeld. De naam Brederode verwijst naar een stuk bosgrond (Brede Roede) dat gerooid werd, waarop het kasteel is gebouwd. Het kasteel vormde onderdeel van de hoge heerlijkheid Brederode, waarmee de heren van Brederode in de 13e eeuw door de graaf van Holland waren beleend.

## Huwelijk en kinderen
Dirk trouwde rond 1290 met Maria van der Lecke, (ovl. op 1 april 1307), dochter van Hendrik II, heer van de Leck en Jutte van Borsele. Dirk II kreeg minstens vier kinderen met Maria van der Lecke:
- Willem Dirksz van Brederode (1278-1316). Willems zoon Dirk III van Brederode volgde Willems broer Hendrik in 1345 op als 5e Heer van Brederode.
- Hendrik I van Brederode (gesneuveld bij Staveren in 1345), 4e Heer van Brederode (1318-1345), trouwde met Elisabeth alias Isabella van Fontaines. Hun zoon Willem overleed vóór 1333.
- Catharina van Brederode (ca. 1302 - ovl. 1372), trouwde met Jan I van Polanen.
- Jutte van Brederode (ovl. 1346).
- Elisabeth, non in de abdij van Rijnsburg.

## Voorouders
| Voorouders van Dirk II van Brederode (1256-1318) | Voorouders van Dirk II van Brederode (1256-1318)                   | Voorouders van Dirk II van Brederode (1256-1318)                   | Voorouders van Dirk II van Brederode (1256-1318)                   | Voorouders van Dirk II van Brederode (1256-1318)                   | Voorouders van Dirk II van Brederode (1256-1318)               | Voorouders van Dirk II van Brederode (1256-1318)               | Voorouders van Dirk II van Brederode (1256-1318)               | Voorouders van Dirk II van Brederode (1256-1318)               |
| ------------------------------------------------ | ------------------------------------------------------------------ | ------------------------------------------------------------------ | ------------------------------------------------------------------ | ------------------------------------------------------------------ | -------------------------------------------------------------- | -------------------------------------------------------------- | -------------------------------------------------------------- | -------------------------------------------------------------- |
| Overgrootouders                                  | Willem van Teylingen (-) ∞ ? (-)                                   | Willem van Teylingen (-) ∞ ? (-)                                   | ? (-) ∞ ? (–)                                                      | ? (-) ∞ ? (–)                                                      | ? (-) ∞ ? (–)                                                  | ? (-) ∞ ? (–)                                                  | ? (-) ∞ ? (–)                                                  | ? (-) ∞ ? (–)                                                  |
| Grootouders                                      | Dirk I van Brederode (1180-1236) ∞ Aleid Alveradis van Heusden (-) | Dirk I van Brederode (1180-1236) ∞ Aleid Alveradis van Heusden (-) | Dirk I van Brederode (1180-1236) ∞ Aleid Alveradis van Heusden (-) | Dirk I van Brederode (1180-1236) ∞ Aleid Alveradis van Heusden (-) | ? (-) ∞ ? (–)                                                  | ? (-) ∞ ? (–)                                                  | ? (-) ∞ ? (–)                                                  | ? (-) ∞ ? (–)                                                  |
| Ouders                                           | Willem I van Brederode (1226-1285) ∞ Hillegonda van Voorne (-)     | Willem I van Brederode (1226-1285) ∞ Hillegonda van Voorne (-)     | Willem I van Brederode (1226-1285) ∞ Hillegonda van Voorne (-)     | Willem I van Brederode (1226-1285) ∞ Hillegonda van Voorne (-)     | Willem I van Brederode (1226-1285) ∞ Hillegonda van Voorne (-) | Willem I van Brederode (1226-1285) ∞ Hillegonda van Voorne (-) | Willem I van Brederode (1226-1285) ∞ Hillegonda van Voorne (-) | Willem I van Brederode (1226-1285) ∞ Hillegonda van Voorne (-) |